# Stelpboerderij

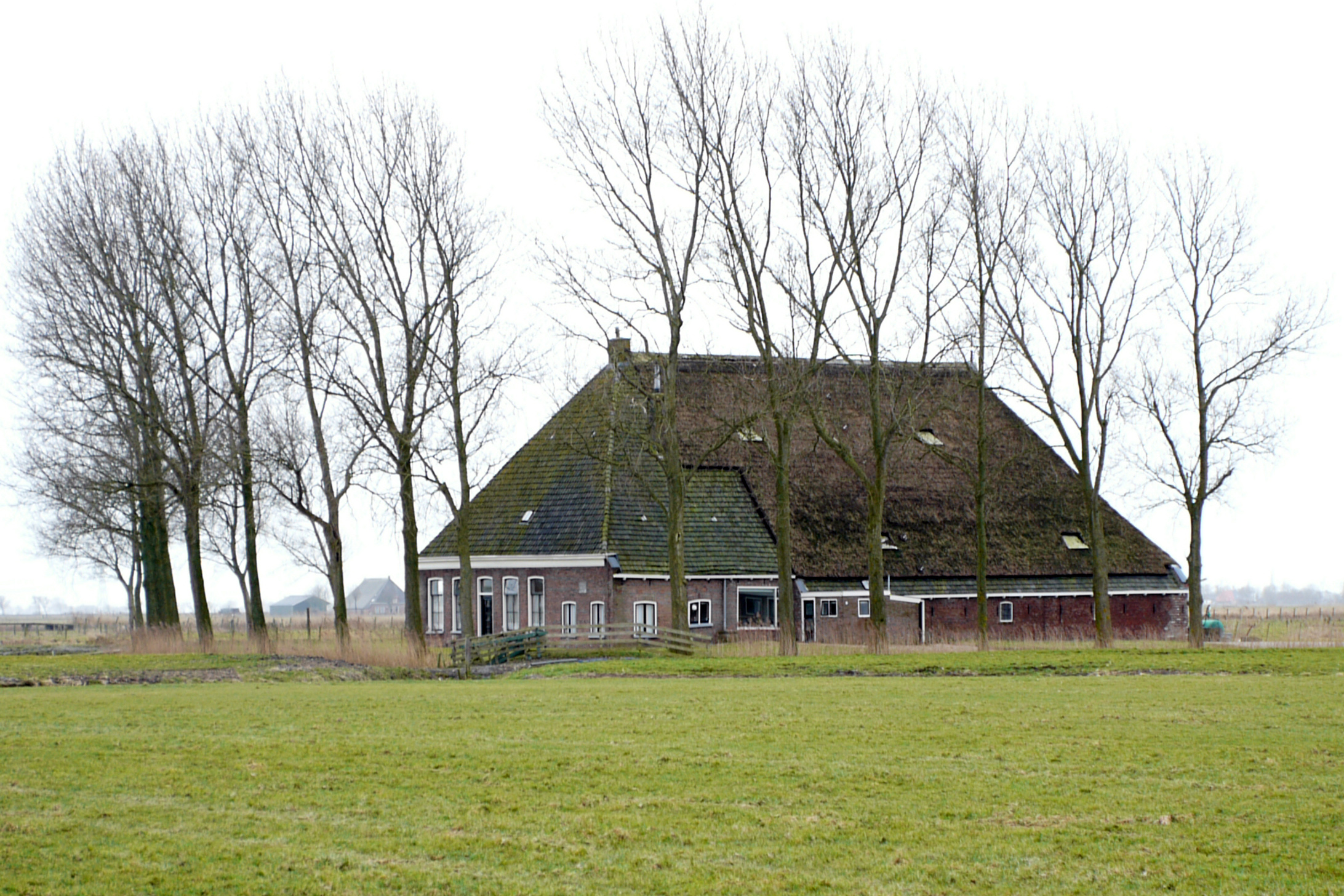
Een stelpboerderij in Friesland

Een stelpboerderij, ook wel stelphoeve of kortweg stelp, is een boerderijtype dat zijn oorsprong heeft in Friesland. Het type boerderij werd al in de 17e en 18e eeuw gebouwd, maar was het populairst tussen 1890 en 1940.

## Geschiedenis en kenmerken
De stelpboerderij ontstond in de 17e eeuw in de minder rijke delen van Friesland. Deze stelp was namelijk goedkoper dan de oudere kop-hals-rompboerderij, doordat die uit verschillende delen bestaat, terwijl bij de stelp de woon- en werkruimtes zich onder één dak bevinden. De opzet van de Friese stelpboerderij is gebaseerd op de Noord-Hollandse stolpboerderij.  Het verschil tussen de stelp en de stolp is het dak; bij de stolp is deze piramidevormig, bij de stelp niet doordat de ondergrond een rechthoekige vorm heeft. Dat de Friese stelp langer is dan de stolp, kwam voornamelijk doordat de Friezen grotere boerderijen nodig hadden.
De eerste stelpboerderijen werden vermoedelijk gebouwd in de droogmakerijen van de Noarder- en Sudermarpolder bij Stavoren (1620), waar Hollandse investeerders en technici actief waren. Een van hen was dijkbouwmeester Jan Claesz. Rolwaghen, die al eerder betrokken was bij inpolderingen in Oost-Friesland en Sleeswijk-Holstein, waar eveneens een soort stelpboerderijen werden gebouwd. Ook op het Workumer Nieuwland (1624) waren later stelpboerderijen te vinden. Onder Kollum was in 1619 sprake was van een Friese schuur met zijdelings uitgebouwde woonruimte. Op de kaarten die Pieter Bast van Leeuwarden en Franeker maakte, zijn eveneens stelpachtige boerderijen te zien. 
In de 18e en 19e eeuw verbreidde de stelp zich tamelijk snel over Zuidwest-Friesland, na 1800 ook in de Kop van Overijssel, waar men echter gebruik bleef maken van de Overijsselse potstal. Ook op de akkerbouwbedrijven in het Lauwersmeergebied en op sommige plekken op het Groningse Hogeland werden stelpboerderijen gebouwd.
Na 1880 kwamen in Friesland de coöperatieve melkfabrieken op, waardoor het niet meer nodig was de melk op de boerderij te verwerken tot kaas of boter. Als gevolg daarvan werden er na 1900 geen boerderijen met melkkelders meer gebouwd. In de tweede helft van de 19e eeuw werd de stelp gezien als een vooruitgang in de boerderijbouw, en werd deze veelvuldig gebouwd. In Friesland werd de stelpboerderij het meest voorkomende boerderijtype.
De woongedeelten en de eventueel aanwezige melkkelder liggen direct achter de voorgevel. Boven de melkkelder bevindt zich de opkamer. De opzet van de schuur is vrijwel hetzelfde als bij de kop-hals-rompboerderijen, alleen neemt de koestal meestal niet de gehele zijbeuk in beslag, maar ligt deze tegen de woonvertrekken achter de voorgevel aan. Een variant is schouderstelpboerderij rond het Bergumermeer, waarbij het woongedeelte iets naar voren wordt geplaatst als een half ingebouwd dwarshuis. Ook later in de twintigste eeuw werden nog stelpen gebouwd, waarbij de zolderkamers veelal voorzien werden van dakkapellen.